# Imma Jansana

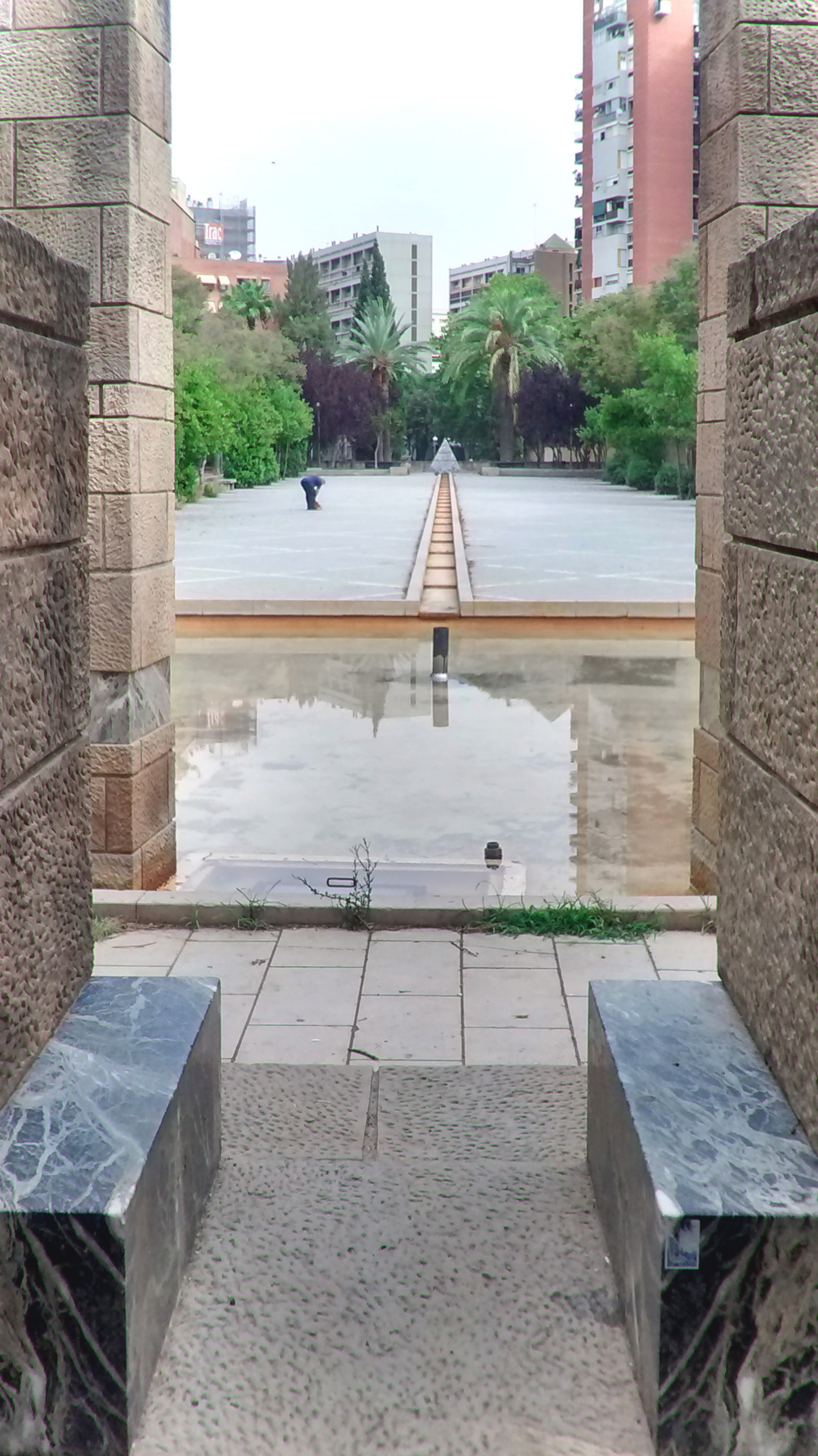
Reinterpretación de pérgola sobre estanque en el Parque de Can Sabaté de Daniel Navas, Neus Solé e Imma Jansana en Barcelona

Imma Jansana es una arquitecta paisajista española. Profesora del Máster de Paisaje del ETSAB y en la especialidad de Paisaje de la Universidad IUAV de Venecia. Entre 1989 y 2001 fue arquitecta responsable de proyectos urbanos del Ayuntamiento del Prat de Llobregat (Barcelona). Ha recibido varios premios, entre los cuales el Premio Europeo del espacio público Urbano (2012), tres Premios FAD (1993, 1994 y 2019), y fue finalista de la tercera, quinta y duodécima Bienal Española de Arquitectura y Urbanismo. Actualmente combina el ejercicio de la arquitectura con el de la joyería.

## Biografía
Immaculada Jansana nació en Barcelona el 1954. Estudió arquitectura en la Escuela de Arquitectura de Barcelona, y se graduó en 1977. Se especializó en paisajismo, y desde muy pronto, en 1979, abre su propio estudio profesional. De 1988 a 1990 estudió joyería en la Escuela Massana (Barcelona).

## Vida profesional
Durante unos años (1989-2001), trabaja como arquitecta municipal responsable de proyectos urbanos en el Ayuntamiento del Prat de Llobregat, Barcelona.
También ha realizado obras escultóricas. Muestra de su trabajo es la obra llamada "Font dels galls" (1995), que se ubica en la calle de Ferran Puig, del Prat de Llobregat, Barcelona, que sustituyó la fuente inaugurada el 27 de septiembre de 1959, para conmemorar la inauguración del servicio municipal de agua potable. La fuente original estaba coronada por dos gallos (con actitud agresiva, simbolizando la raza Prat, los pata azul, especie autóctona), razón por la cual la fuente es conocida como la fuente de los gallos.
En el año 2006, junto a los arquitectos Robert de Paauw y Conchita de la Villa, funda la sociedad  Jansana, de la Villa, de PAAUW, arquitectos SLP, Se concibe como un estudio de arquitectura establecido en Barcelona y en São Paulo, dedicado al paisajismo, el diseño urbano y el urbanismo, .
Además, es también socia de una firma de joyería Jansana Joyas, formada por las hermanas Lourdes e Imma Jansana. Firma que trata de introducir un uso heterodoxo de elementos recuperados o de bajo coste. De este modo aportan una nueva visión estética en el que no se hace uso de materiales lujosos, sino que sus diseños se basan en formas geométricas sobrias y en texturas densas con repetición de formas.
También ha publicado su trabajo en reconocidas revistas de arquitectura de Japón (A + U), Inglaterra (Architectural Review), España (Arquitecturas Bis, Ardi, On diseño, Arquitectura Viva) e Italia (Domus y Casabella).

## Premios y reconocimientos
En 2012	recibe el Premio Europeo del Espacio Público Urbano por la Restauración de la Batería antiaérea del Turo de la Rovira en Barcelona 
Ha recibido tres premios FAD por proyectos desarrollados en Barcelona:
- El proyecto del Paseo Marítimo de Gavà, premio FAD espacio exteriores en 1993[6][8]
- El proyecto del Mirador del Delta del Llobregat, premio FAD de espacio exteriores en 1994.[6]
- El paseo marítimo del Prat de Llobregat, premio FAD de espacios exteriores en 2019[6]

Ha sido finalista en la III, V y XII Bienal Española de Arquitectura y Urbanismo
En 1995 recibió el premio Diputación de Barcelona a la accesibilidad 
Sus proyectos han sido seleccionados para la Bienal de Arquitectura de Venecia en 2006, 2016 y 2018.
Otras obras suyas reconocidas han sido:
- Los Jardines de Àngel Guimerà en El Prat de Llobregat, Barcelona (2000)
- Jardines del entorno del Mesón Gitano en la Alcazaba de Almería. (2001-2003)
- Las cumbres de Montjuic, primer premio en el concurso convocado por el Ayuntamiento de Barcelona el 2002.
- Restauración del Camino Gaudí en la Colonia Güell en Barcelona. (2002-2004)
- Camino de la playa del Prat de Llobregat, Barcelona. (2003-2004)
- Reurbanización Paseo del Puerto de Gabicce Mare, Italia (2004-2007)
- Construcción de la nueva Gran Via en L'Hospitalet de Llobregat (2003-2007)
- Urbanización de los espacios libres de Zorrotzaurre en la Ria de Bilbao (2013-2021)

También ha recibido premios por trabajos realizados en el extranjero como el primer premio en el concurso de ideas RENUEVA São Paulo, Brasil, 2011 con las dos propuestas presentadas: Agua Vermelha 2 y Pirajussara 5.
En diciembre del año 2015 recibió el Premio de Honor en la sección de arquitectura, de la vigésimo cuarta edición de los "Premis d'Honor de Pedreguer".